# 산림조합중앙회
산림조합중앙회(山林組合中央會, National Forestry Cooperative Federation)는 산주와 조합원의 권익향상과 지속가능한 산림경영 촉진을 위한 국민경제의 균형발전에 기여하기 위해 1949년 창립한 중앙산림조합연합회를 모태로 설립되었다. 서울특별시 송파구 석촌호수길 166(삼전동 111-5)에 위치하고 있다.

## 설립 근거
- 산림조합법 제93조[2]

## 기능
- 회원조합 육성
- 사유림경영 지도
- 산림자원 조성
- 유통사업 활성화
- 산림경영기반 구축
- 금융업무 지원

## 연혁

### 산림조합
- 1949년 10월 28일 농림부령 제13호로 중앙산림조합연합회 조직위원회 규정 공포 및, 조직위원회 구성 - 위 원 장: 농림부장관 이종현
- 1949년 1월 18일 중앙산림조합연합회 서울지방법원에 설립 등 기필
- 1949년 2월 1일 서울시 서대문구 충정로 2가 70번지 소재 구 대한목재주식회사 사무실에서 업무를 개시
  - 각 도 산림조합연합회 설립 인가
    - 경 북 1950년 2월 17일 인가
    - 충 북 1950년 2월 17일 인가
    - 경 남 1950년 3월 2일 인가
    - 경 기 1950년 3월 3일 인가
    - 강 원 1950년 3월 30일 인가
    - 전 남 1950년 4월 28일 인가
    - 전 북 1951년 5월 31일 인가
    - 충 남 1951년 9월 10일 인가
    - 서울시 1954년 3월 3일 인가
- 1952년 1월 15일 산림보호임시조치법시행령
- 1952년 5월 14일 산림보호임시조치법 시행규칙 공포로 전국적으로 산림계 조직(21,570계)
  - 시·군조합, 도산련 및 중앙산련은 사단법인격
- 1960년 4월 1일 중앙산림조합연합회의 명칭을 대한산림조합연합회로 개칭
- 1961년 12월 27일 산림법 제정·공포에 따라 산림법의 규정(제6장)에 의거 산림계, 산림조합, 산림조합연합회는 일원화 된 계통조직 설립근거 마련
- 1962년 4월 4일 제1~4대 장송주 회장 취임
- 1962년 5월 8일 대한산림조합연합회 발기인 총회를 개최
- 1962년 5월 18일 농림부장관 설립인가
- 1965년 4월 5일 산림보호지(현 산림지) 창간
- 1971년 12월 1일 제5대 권용식 회장 취임
- 1973년 3월 3일 산림청을 농림부에서 내무부로 이관
- 1973년 7월 18일 제6~7대 조성래 회장 취임
- 1980년 1월 4일 산림조합법(법률 제3231호) 제정·공포
- 1980년 7월 19일 산림조합법시행령(대통령령 제9969호) 제정·공포
- 1980년 7월 22일 대한산림조합연합회의 명칭을 산림조합중앙회로 개칭하고 경과조치에 의거 산림법에 의하여 설립된 산림계, 산림조합, 산림조합연합회는 산림조합법에 의하여 설립된 것으로 봄
- 1980년 9월 8일 제8대 이응래 회장 취임
- 1983년 11월 16일 제9대 손종호 회장 취임
- 1985년 3월 1일 중앙회 임직원 공제회 창립
- 1986년 12월 1일 제10대 송동섭 회장 취임
- 1989년 5월 25일 중앙회 임직원 상조회 창립
- 1990년 1월 19일 산림조합중앙회장·상임감사 총회에서 선출
  - 차종태 회장 당선 취임
  - 이윤종 상임감사 당선 취임
- 1992년 5월 6일 중앙회 노동조합 설립
- 1993년 6월 11일 산림조합법을 임업협동조합법(법률 제4556호)으로 개정·공포(6.11)
- 1993년 12월 12일 산림조합에서 임업협동조합으로 발족(대통령령 제14020호)

### 임업협동조합
- 1994년 1월 19일 임협중앙회장·상임감사 취임
  - 이윤종 회장 당선 취임
  - 최용안 상임감사 당선 취임
- 1996년 6월 10일 국제협동조합연맹(ICA) 가입
- 1996년 11월 21일 임협중앙회 베트남 제지연합회와 임업투자 약정(MOU)체결
- 1997년 1월 21일 임업단체총연합회 정기총회
- 1999년 2월 9일 세양코스모(주) 100% 중앙회 자회사로 전환
- 2000년 5월 1일 중앙회 조합감사위원회 발족

### 산림조합
- 2000년 8월 25일 임산물 전문 인터넷 쇼핑몰 푸른장터 개장
- 2002년 2월 26일 세양코스모(주) 베트남 현지법인 100% 중앙회 단독투자법인으로 전환
- 2002년 3월 8일 이윤종 중앙회장 취임
- 2002년 3월 8일 장일환 상임감사 취임
- 2002년 3월 21일 산림조합 베트남 현지법인‘산림조합 VINA’출범
- 2002년 5월 1일 인터넷녹색복권 발행
- 2002년 12월 18일 임업기술지도 및 산림지 데이터베이스 구축
- 2004년 2월 11일 중앙회장 선거(당선자: 최용안)
- 2004년 2월 27일 상임감사 선거(당선자: 서경석)
- 2004년 7월 1일 신용회복위원회 가입 업무협약
- 2004년 8월 24일 자회사 더그린랜드(주) 설립
- 2004년 11월 18일 중앙회장 선거(당선자: 장일환)
- 2005년 1월 1일 산림조합임직원행동강령 제정 시행
- 2005년 1월 28일 산림청·산림조합과의 워크숍(산림생산기술연구소)
- 2005년 5월 9일 개성공업지구 나무심기 행사(개성공업지구관리위원회 사옥 주변)
- 2005년 10월 26일 자회사 더그린랜드(주) 청산
- 2006년 4월 1일 인터넷 소식지 “산울림” 제1호 발행
- 2006년 4월 17일 수탁사업자 연합복권사업단 인쇄식 통합복권발행으로 녹색복권 발행·판매 종료
- 2006년 4월 26일 인도네시아 산림부장관 중앙회 방문
- 2006년 8월 5일「산림자원의 조성 및 관리에 관한법률」시행으로 녹색자금 산림청으로 이관
- 2006년 11월 23일 대출금 1조원 돌파
- 2006년 2월 7일 상임감사 선거(당선자: 서경석)
- 2008년 3월 12일 인도네시아 해외조림사업 추진을 위한 현지법인(PT. KIFC) 설립
- 2008년 10월 15일 제17대 회장 선거(당선자: 장일환)
- 2009년 4월 1일 인도네시아 영림공사(Perum Perhutani)와 서부자바주 합작조림사업 착수
- 2009년 4월 24일 한국산업안전보건공단과 산업재해 예방을 위한 MOU 체결
- 2009년 9월 1일 인터넷 쇼핑몰 『푸른장터』 개편 운영
- 2009년 11월 4일 산림조합 금융결제원 참가(참가공동망: 타행환, CD/ATM, 전자금융, 지로, CMS)
- 2010년 1월 21일 인도네시아 산림부직원조합(KPWN)과 우량티크 시범조림사업 계약체결 및 기념식수 행사
- 2010년 2월 10일 제11대 상임감사 선거(당선자: 서경석)
- 2010년 4월 29일 산림조합-인도네시아 임업공사와 합작조림 MOU 체결
- 2010년 5월 17일 산림조합중앙회-GS리테일 임산물 공급확대를 위한 MOU 체결
- 2010년 7월 13일 산림조합중앙회-대한주택관리사협회서울시회 MOU 체결
- 2010년 7월 26일 서민전용 대출 "햇살론" 출시
- 2010년 12월 10일 산림조합-현대카드 제휴 신용ㆍ체크카드 출시

## 조직
- 이사회
- 총회

### 산림조합중앙회장
- 감사
  - 감사실

#### 조감위원장
- 조합감사실

#### 지도상무
- 기획조정실
  - 총무부
  - 회원지원부
  - 문화홍보실
- 임업인종합연수원
  - 임업기술훈련원
  - 임업기계훈련원
  - 임업기능인훈련원

#### 부회장
- 미래전략실
- 리스크관리실

##### 경영상무
- 산림자원조사본부
- 북부산림사업본부
- 남부산림사업본부
- 임산물유통센터
- 동부목재유통센터
- 산림종합기술본부
- 동부산림사업본부
- 산림버섯연구센터
- 중부목재유통센터
- 산림경영부
- 해외산림개발실
- 유통지원부

##### 신용상무
- 신용사업부
- 자금운용부
- IT본부

## 관련 법률
- 산림기본법
- 산지관리법
- 임업 및 산촌 진흥촉진에 관한 법률
- 수목원 조성 및 진흥에 관한 법률
- 백두대간 보호에 관한 법률
- 사방사업법
- 청원산림보호직원 배치에 관한 법률
- 산림조합법
- 산림조합의 구조개선에 관한 법률
- 산림자원의 조성 및 관리에 관한 법률
- 국유림의 경영 및 관리에 관한 법률
- 산림문화·휴양에 관한 법률
- 소나무재선충 방제특별법

## 같이 보기
- 산림청